# Argyrosomus inodorus
Argyrosomus inodorus és una espècie de peix de la família dels esciènids i de l'ordre dels perciformes.

## Morfologia
- Els mascles poden assolir 145 cm de longitud total i 36,3 kg de pes.
- Nombre de vèrtebres: 25.[4][5]

## Depredadors
A Sud-àfrica és depredat per Triakis megalopterus.

## Hàbitat
És un peix de clima tropical i bentopelàgic que viu entre 1-100 m de fondària.

## Distribució geogràfica
Es troba a Namíbia i Sud-àfrica.

## Ús comercial
Es comercialitza principalment fresc i, de vegades també, congelat.

## Observacions
És inofensiu per als humans.